# FC Viktoria Köln 1904
FC Viktoria Köln 1904 is een Duitse voetbalclub uit Keulen, meer bepaald uit het stadsdeel Höhenberg.

## Geschiedenis
De club werd op 22 juni 2010 opgericht om de jeugdafdeling van SCB Viktoria Köln te redden, dat met financiële problemen kampte. Deze club ging nog in augustus van dat jaar failliet. Het jaartal 1904 in de club komt van FC Germania Kalk, de oudste voorganger van de club dat later fuseerde tot VfR Köln 04 rrh.. Deze club fuseerde in 1949 met Mülheimer SV 06 tot SC Rapid Köln dat in 1957 fuseerde met SC Preussen Dellbrück tot SC Viktoria Köln. Viktoria fuseerde op zijn beurt met SC Brück in 1994 tot SCB Viktoria Köln.
In het eerste seizoen kwam er enkel een jeugdafdeling die in de laagste reeks moest starten. Op 24 februari 2011 nam de club het elftal van FC Junkersdorf over. Deze club werd kampioen van de Mittelrheinliga en zou dus promoveren naar de NRW-Liga, maar deze plaats wordt door Viktoria Köln overgenomen. De club startte het seizoen zeer goed en vernederde VfB Speldorf op de tweede speeldag in eigen huis met een 2-8 monsterscore. De club leed het eerste puntenverlies pas op de twaalfde speeldag na een nederlaag tegen SC Westfalia 04 Herne. Op de 22ste speeldag versloeg de club Rot-Weiß Ahlen met 9-0. Aan het einde van het seizoen werd de club kampioen met één punt voorsprong op Sportfreunde Siegen en promoveerde naar de Regionalliga West. Daar ging de club goed van start en stond 18 speeldagen lang aan de leiding en moest deze dan aan stadsrivaal SC Fortuna Köln afgeven. Intussen zakte de club weg naar de subtop.
In 2019 werd de club kampioen en promoveerde zo voor het eerst naar de 3. Liga.

## Overzichtslijsten
| Niveau | Aantal | Periode (2010-2026) |
| ------ | ------ | ------------------- |
| III    | 7      | 2019-....           |
| IV     | 7      | 2012-2019           |
| V      | 1      | 2011-2012           |
| XI     | 1      | 2010-2011           |

## Eindstanden vanaf 2012
- 2012 1e
Oberliga
- 2013 6e
Regionalliga
- 2014 4e
Regionalliga
- 2015 3e
Regionalliga
- 2016 3e
Regionalliga
- 2017 1e
Regionalliga
- 2018 2e
Regionalliga
- 2019 1e
Regionalliga
- 2020 12e
3. Liga
- 2021 12e
3. Liga
- 2022 13e
3. Liga
- 2023 9e
3. Liga
- 2024 13e
3. Liga
- 2025 6e
3. Liga

- Niveau 3
- Niveau 4
- Niveau 5

| Legenda niveautijdlijn | Legenda niveautijdlijn      | Legenda niveautijdlijn      | Legenda niveautijdlijn      | Legenda niveautijdlijn    | Legenda niveautijdlijn |
| Liga                   | Seizoen 1963/64 t/m 1973/74 | Seizoen 1974/75 t/m 1993/94 | Seizoen 1994/95 t/m 2007/08 | Seizoen 2008/09 tot heden | Opmerking              |
| ---------------------- | --------------------------- | --------------------------- | --------------------------- | ------------------------- | ---------------------- |
| Bundesliga             | Niveau I                    | Niveau I                    | Niveau I                    | Niveau I                  |                        |
| 2. Bundesliga          | --                          | Niveau II                   | Niveau II                   | Niveau II                 |                        |
| 3. Liga                | --                          | --                          | --                          | Niveau III                |                        |
| Regionalliga           | Niveau II                   | --                          | Niveau III                  | Niveau IV                 |                        |
| Oberliga               | --                          | Niveau III *                | Niveau IV                   | Niveau V                  | * vanaf 1978/79        |

## Seizoensresultaten vanaf 2011
| Seizoen | Competitie        | Niveau | Eindstand | DFB Pokal | Opmerking                                                                                   |
| ------- | ----------------- | ------ | --------- | --------- | ------------------------------------------------------------------------------------------- |
| 2010/11 | Köln Kreisliga D  | XI     | 1         | --        |                                                                                             |
| 2011/12 | NRW-Liga          | V      | 1         | --        | Opname van FC Junkersdorf inclusief klasse.                                                 |
| 2012/13 | Regionalliga West | IV     | 6         | --        |                                                                                             |
| 2013/14 | Regionalliga West | IV     | 4         | --        | winnaar Mittelrheinpokal > FC Wegberg-Beeck: 2-1                                            |
| 2014/15 | Regionalliga West | IV     | 3         | 1e ronde  | < Hertha BSC, 2-4; winnaar Mittelrheinpokal >Bonner SC: 4-1                                 |
| 2015/16 | Regionalliga West | IV     | 3         | 2e ronde  | < Bayer 04 Leverkusen, 0-6; winnaar Mittelrheinpokal >SC Fortuna Köln: 1-1 (6-5 n.s.)       |
| 2016/17 | Regionalliga West | IV     | 1         | 1e ronde  | < 1. FC Nürnberg, 1-1 (5-6 n.s.); promotie play-off > FC Carl Zeiss Jena: 2-3 thuis/0-1 uit |
| 2017/18 | Regionalliga West | IV     | 2         | --        | winnaar Mittelrheinpokal >Alemannia Aachen: 2-0 n.v.                                        |
| 2018/19 | Regionalliga West | IV     | 1         | 1e ronde  | < RB Leipzig: 1-3                                                                           |
| 2019/20 | 3. Liga           | III    | 12        | --        |                                                                                             |
| 2020/21 | 3. Liga           | III    | 12        | --        | winnaar Mittelrheinpokal >Alemannia Aachen: 2-0                                             |
| 2021/22 | 3. Liga           | III    | 13        | 1e ronde  | < TSG 1899 Hoffenheim: 2-3 n.v.; winnaar Mittelrheinpokal > SC Fortuna Köln: 2-0            |
| 2022/23 | 3. Liga           | III    | 9         | 1e ronde  | < FC Bayern München: 0-5; winnaar Mittelrheinpokal > 1. FC Düren: 2-0                       |
| 2023/24 | 3. Liga           | III    | 13        | 2e ronde  | < Eintracht Frankfurt: 0-2                                                                  |
| 2024/25 | 3. Liga           | III    | 6         | --        | winnaar Mittelrheinpokal >Alemannia Aachen: 3-2                                             |
| 2025/26 | 3. Liga           | III    | .         | 1e ronde  | < SC Paderborn 07: 1-3                                                                      |

## Bekende (oud-)spelers
- Nico Pellatz
- Erich Ribbeck